# Cristian Dumitrescu
Cristian Sorin Dumitrescu (Bucarest, 24 aprile 1955) è un politico rumeno, nel marzo 2014, in seguito alle dimissioni di Crin Antonescu, è stato per un breve periodo interinale Presidente del Senato.

## Attività professionale
Nato a Bucarest, è sposato. Dopo gli studi presso l'Accademia degli studi economici della stessa città dove si laurea nel 1978 in Economia, ha svolto l'attività di economista aziendale dal 1978 al 1983, giornalista, commentatore di politica estera dal 1983 al 1990 e diplomatico dal 1990 al 1992, dal 2007 svolge l'attività di professore universitario. Nel 1985 segue la seconda laurea in Giurisprudenza presso l'Università di Bucarest.

## Attività politica

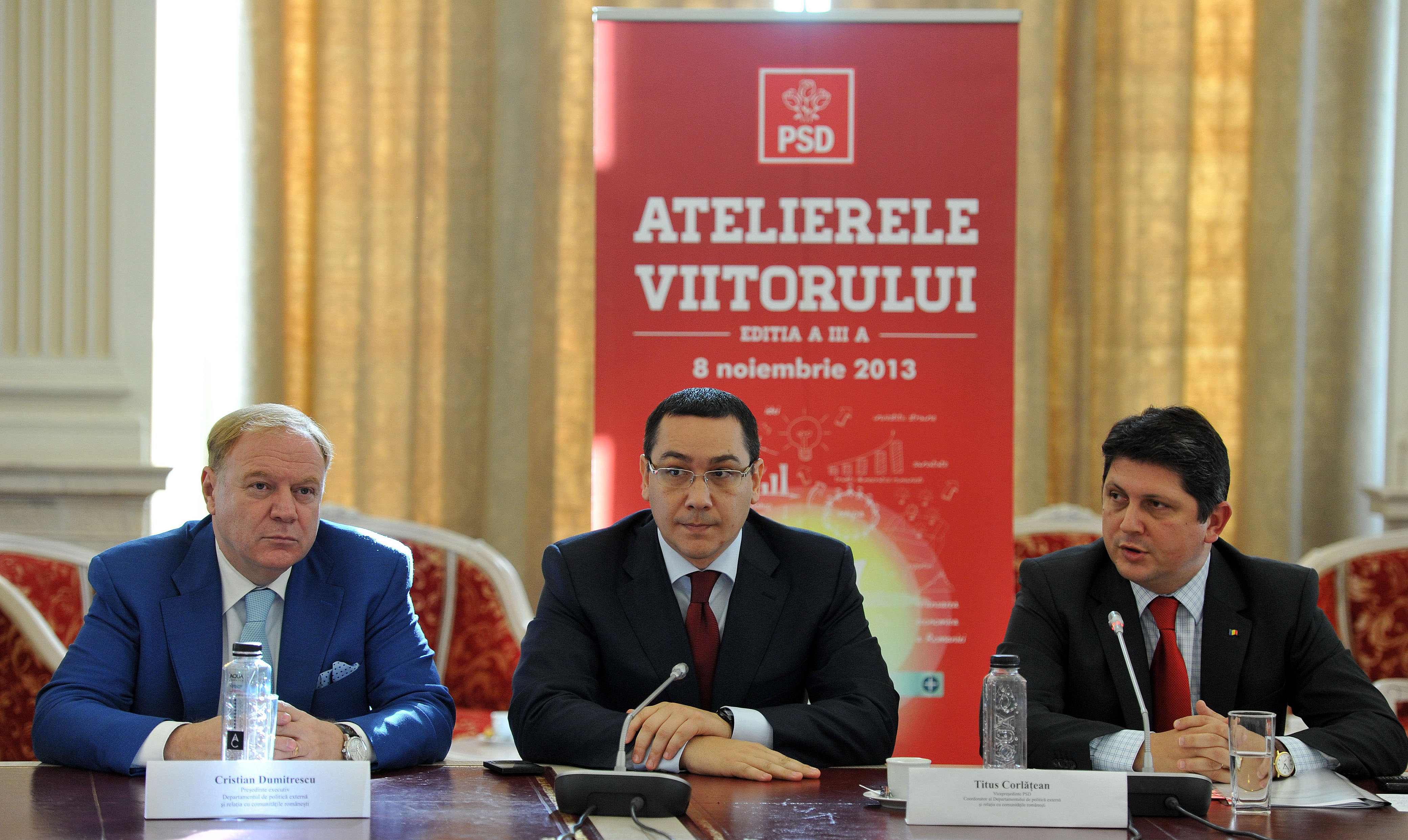
Cristian Dumitrescu, Victor Ponta e Titus Corlățean alla 3ª edizione Atelierele Viitorului, Palazzo del Parlamento l'8 novembre 2013

Membro del Parlamento romeno come deputato e senatore dal 1992 ad oggi. Nella legislatura 1992-1996 Cristian Sorin Dumitrescu era un membro del Fronte di Salvezza Nazionale fino al maggio 1993 quando divenne membro del Partito Democratico. Nella legislatura 1996-2000 è senatore PD ed è stato membro dei gruppi parlamentari di amicizia con la Turchia e la Malesia. Durante il 2000-2004 è stato deputato PD ed è stato membro dei gruppi parlamentari di amicizia con la Repubblica federativa del Brasile e Cuba. Nel giugno 2001 è diventato membro del PSD. Nella legislatura 2004-2008 è stato deputato europeo del PSD fino al novembre 2005 e membro dei gruppi parlamentari di amicizia con l'Australia, il Granducato di Lussemburgo e la Repubblica federativa del Brasile. Nella legislatura 2008-2012 è deputato PSD e membro dei gruppi parlamentari di amicizia con la Repubblica federativa del Brasile e la Repubblica Democratica Popolare di Algeria. Nella legislatura 2012-2016 è senatore PSD e membro dei gruppi parlamentari di amicizia con la Repubblica francese, il Senato, la Repubblica di Turchia e la Repubblica di Macedonia. Nella legislatura 2016-2020 è senatore PSD e membro dei gruppi parlamentari di amicizia con la Repubblica francese, il Senato, la Repubblica tunisina e la Repubblica di Lituania. Nella legislatura 2008-2012 ha avviato 20 proposte legislative e nella legislatura 2012-2016 ha avviato 28 proposte di legge, di cui 9 sono state promulgate in leggi. Nel 1998 è stato eletto vicepresidente del Consiglio d'Europa.